# Средневековый город
Средневековые города — города, существовавшие в Средние века.

## Европейские города
Вследствие варварских вторжений и упадка городов Западной Римской империи городская жизнь Европы в IV–VII веках замерла. Ситуация начала меняться лишь к началу VIII века, когда в Северной и Северо-Западной Европе происходил процесс возникновения предгородских поселений, который обычно связывают с Каролингским возрождением. Эмпории (лат. emporium), которые также известны как «вики» или «вичи» (англ. wics, лат. vicus), в англосаксонской Британии, франкской Галлии и Скандинавии этого времени обычно рассматриваются как места торговли престижными товарами, пользовавшиеся поддержкой королевской или сеньориальной власти.
Процесс возрождения городов в Европе, начавшийся в XI веке, был связан с экономическим развитием сёл и увеличением численности сельского населения. Города становились важными административными и экономическими центрами.
Несмотря на то, что уже в период Раннего Средневековья в Западной Европе имелись города, сохранившиеся со времен Римской империи или возникшие позже и являвшиеся либо административными центрами, укреплёнными пунктами, либо церковными центрами (резиденциями архиепископов, епископов и т. п.), они не были существенными центрами ремесла и торговли.
В Западной Европе классические средневековые города раньше всего появились (уже в IX веке) в Италии (Венеция, Генуя, Пиза, Неаполь, Амальфи и др.), а также на юге Франции (Марсель, Арль, Нарбонн и Монпелье). Их развитию содействовали торговые связи Италии и Южной Франции с Византией и Арабским Халифатом.
Что же касается городов в северной Франции, Нидерландах, Англии, юго-западной Германии, по Рейну и по Дунаю, то их расцвет произошел в X—XII веках.

### Причины оснований
Многие из городов были основаны благодаря тому, что население чувствовало настоятельную потребность в защите. Это те города, которые появились в эпоху разложения Каролингской монархии и в первый период самостоятельного национального развития европейских государств: в Англии — при Альфреде и его преемниках, во Франции — при последних Каролингах и первых Капетингах, в Германии — при Генрихе Птицелове и его преемниках, в Италии — в эпоху, предшествующую восстановлению Священной Римской империи Оттоном Великим. Это — время набегов, когда в разных частях Европы норманны, датчане, сарацины, венгры и другие периодически несли опустошение. Населению естественно было искать защиты за стенами; при примитивных условиях военного искусства самых элементарных укреплений оказывалось достаточно для того, чтобы спасти местное население от опасности.

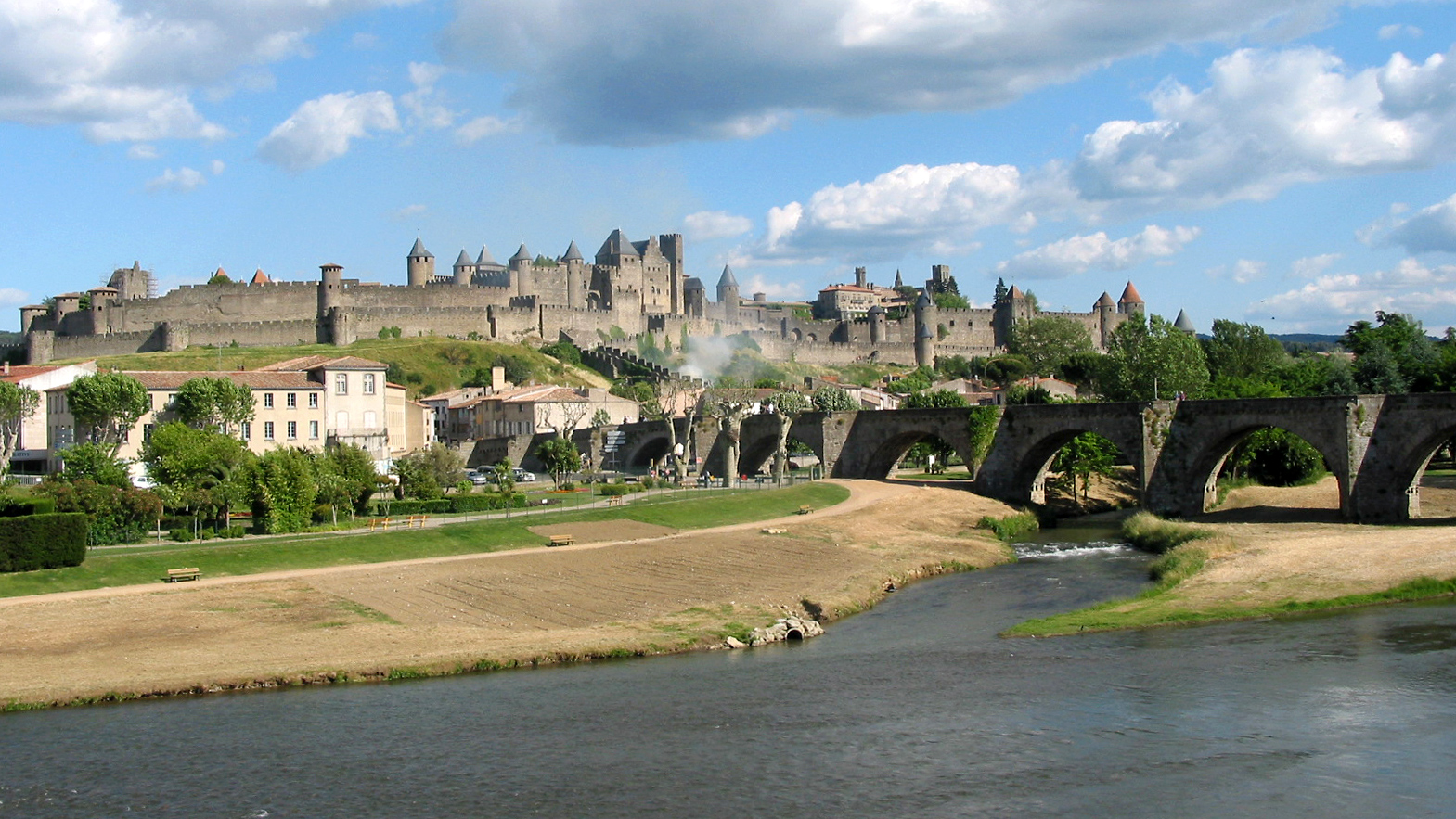
Стены Каркассона

Где королевская власть была сильна, она принимала на себя инициативу постройки укреплений (саксонские бурги Генриха Птицелова, бурги Альфреда Великого); где короли были бессильны, там инициатива исходила от духовных и светских феодалов и даже от самого населения (Франция, Италия). В области римской оккупации материалом служили развалины римских городов; поэтому тут господствуют каменные сооружения, в других местах — более первобытные. В литературе это обстоятельство оставило очень определённые следы: в ранних немецких текстах, например у Вульфилы, burg является названием города вообще; у него все города — Иерусалим, Вифлеем и проч. — бурги. Право возводить укрепления первоначально было королевской регалией, но в дальнейшем развитии оно сохранило это значение только в Германии и Англии (в Германии королевская власть потеряла эту регалию в XIII в. при Фридрихе II). Во Франции и в Италии этой привилегией завладели сеньоры.
В Германии всякое замкнутое пространство, — следовательно, и укрепленный город, бург, — согласно обычному праву пользовалось специальным миром, то есть всякое преступление, совершенное в его черте, каралось строже, чем совершенное в другом месте. Но так как бург считался королевским достоянием, то мир, в нём господствующий, имел ещё высшее значение. В идее особенного городского мира заключается источник городского уголовного права. В дальнейшей истории идея особенного мира начинает рассматриваться не как результат королевских привилегий, а как результат привилегий бюргеров.

### Планировка городов
Планировка городов была различной, но в любом городе были укрепленный центр (бург, сите), кафедральный собор, рынок, дворцы-крепости живущих в городе крупных магнатов, здание органов городского управления (ратуша, синьория (приорат) и т. п.). Город представлял собой лабиринт узких улочек и переулков. За городскими стенами находились пригородные ремесленные посады и села, огороды и пахотные участки горожан, общие луга, леса и пастбища.
Города отличались большой теснотой: этажи зданий нависали над улицами, которые были настолько узки, что по ним не всегда могла проехать повозка. Плотность населения средневековых городов Западной Европы лишь иногда уступала современной, а чаще всего превышала её.

### Население городов
Основное население средневековых городов составляли ремесленники. Ими становились крестьяне, убежавшие от своих господ или уходившие в города на условиях выплаты господину оброка. Становясь горожанами, они постепенно освобождались от личной зависимости от феодала — говорилось, что городской воздух делает свободным.
Ремесленники определённой профессии объединялись в пределах каждого города в особые союзы — цехи. В большинстве городов принадлежность к цеху являлась обязательным условием для занятия ремеслом.
Почти во всех городах средневековой Европы в XIII—XV веках происходила борьба между ремесленными цехами и узкой, замкнутой группой городских богачей (патрициатом). Результаты этой борьбы были различными. В одних городах, в первую очередь таких, где ремесло преобладало над торговлей, победили цеха (Кёльн, Аугсбург, Флоренция). В других городах, где ведущую роль играли купцы, ремесленные цехи потерпели поражение (Гамбург, Любек, Росток).
Во многих старых городах Западной Европы ещё с римской эпохи существовали еврейские общины. Евреи жили в специальных кварталах (гетто), более или менее четко отделенных от остального города. На них обычно распространялся ряд ограничений.
Численность населения средневековых городов, как правило, была небольшой. По данным французского медиевиста Жака Ле Гоффа, население Парижа к 1250 году составляло около 160 000 жителей, население Лондона было примерно вдвое меньшим (около 80 000). Такие итальянские города, как Флоренция, Милан, Венеция, Генуя, имевшие в начале XIV века более 50 000 жителей, считались огромными. Подавляющее же большинство городских центров насчитывало не более 2000—3000 жителей, и даже меньше. До 60 % городского населения Европы проживали в малых городах с населением не более 1 000 чел. Катастрофические эпидемии чумы в XIV—XV веках ещё сильнее сократили численность городского населения, рост которого возобновляется лишь во второй половине XV века. Но и к 1500 году численность городского населения в Западной Европе составила лишь около 16 %.
Самыми урбанизированными территориями средневековой Европы были итальянские и фландрско-брабантские земли: в первых в отдельных местах почти половина населения жила в городах, во вторых — около 2/3.

### Борьба городов за независимость
Нередко городам удавалось получить права самоуправления путём уплаты сеньору крупной денежной суммы.

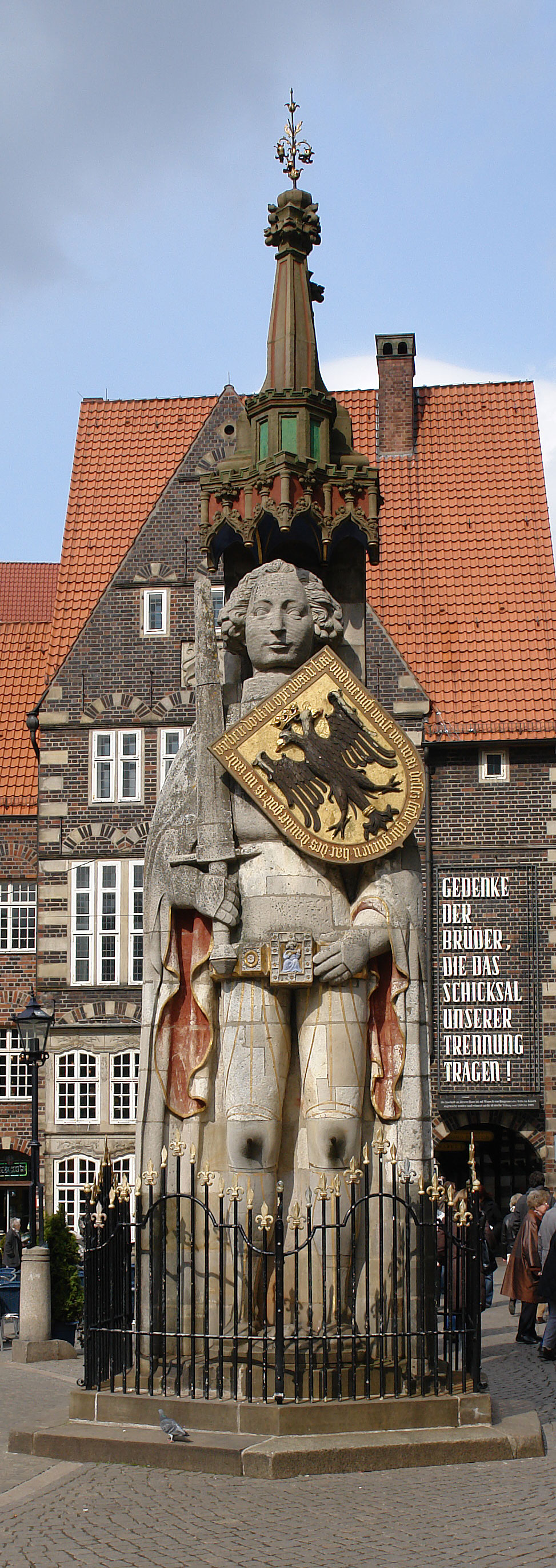
Статуя Роланда в Бремене

В Священной Римской империи существовали так называемые имперские города, которые фактически являлись независимыми городскими республиками начиная с XII века. Такими городами были Любек, Гамбург, Бремен, Нюрнберг, Аугсбург, Франкфурт-на-Майне и другие. Символом свободы городов Священной Римской империи была статуя Роланда.
Много старейших городов Священной Римской империи получили статус коммуны в XII веке. Особый локационный акт закреплял правовое отделение города от остальной территории, а горожан — от остального населения. В зависимости от того, кто его выдавал, и на чьей земле находился город, различались города имперские и частновладельческие. В XIII-XIV веке возникли союзы городов (Рейнский, Швабский, Ганза).

### Городское самоуправление

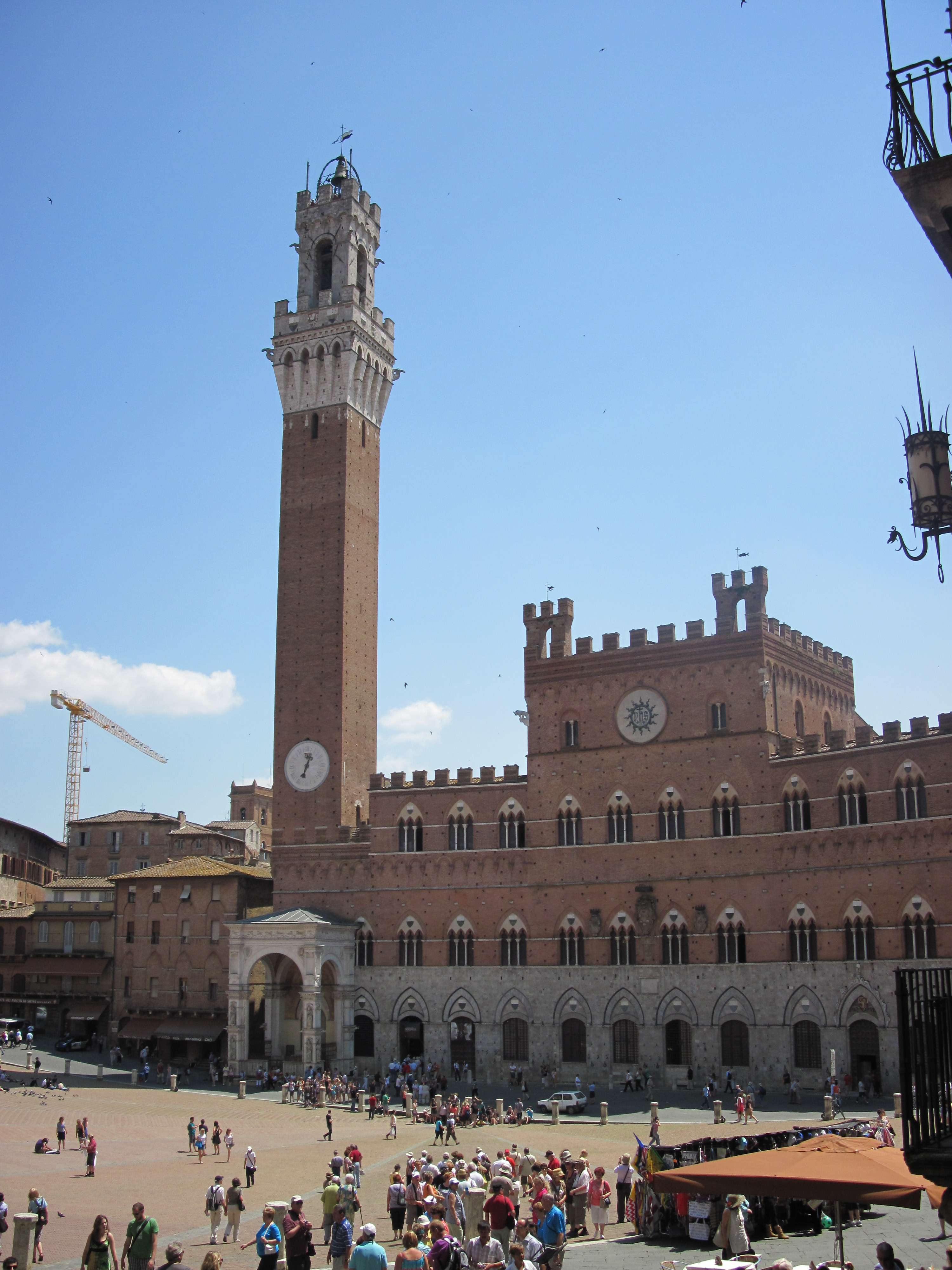
Ратуша Сиены

Городские советы, равно как и их председатели (бургомистр, мэр) обычно избирались, причём избирателями в первое время являлись исключительно состоятельные классы: купцы, крупные городские землевладельцы, принятые в число граждан министериалы. Но даже внутри этой группы образовалась своего рода аристократия, члены которой из поколения в поколение занимали муниципальные должности; выработалась своеобразная система самопополнения, наиболее интересным типом которой является порядок, существовавший в Руане. Там мы находим, во-первых, совет (conseil), состоящий из 100 членов (pairs), которые ежегодно из своей среды избирали 24 присяжных (jurés); те в свою очередь распадались на 2 коллегии, по 12 членов в каждой: échevins (не следует смешивать с судебными эшевенами) и conseillers. Впрочем, во Франции, где этот обычай господствовал только на севере, он никогда не достигал таких размеров, как в Германии: там он был повсеместным явлением. При такой системе образовалось резкое классовое противоречие: на стороне аристократии были все права, на долю другой части горожан оставались одни обязанности. Всего тяжелее было это бесправие для ремесленников, которые играли очень крупную роль в городе. С этим связана долгая (в течение XIV и XV веках) борьба цехов с патрициатом, в которой победа доставалась первым: городские советы были преобразованы согласно требованиям победителей. В некоторых городах ремесленники были прямо допущены в советы, в других наряду со старыми были созданы новые, в третьих у старых советов была отнята исполнительная власть и передана новой коллегии. Но и после реформы ещё очень значительная часть населения осталась непричастной к муниципальному управлению (подмастерья, подёнщики, мелкие землевладельцы, крепостные, евреи).
Муниципальное управление городских коммун Италии состояло из трёх основных элементов: власти народного собрания, власти совета и власти консулов (позже — подеста).
Гражданскими правами в городах Северной Италии пользовались взрослые мужчины-домовладельцы, обладающие собственностью, подлежащей налогообложению. По данным историка Лауро Мартинеса, лишь от 2 до 12 % жителей северо-итальянских коммун обладали избирательным правом. По другим оценкам, например, приведённым в книге Роберта Патнэма «Демократия в действии», во Флоренции гражданскими правами располагали 20 % населения города.
Народное собрание (concio publica, parlamentum) собиралось в наиболее важных случаях, например, для избрания консулов. Консулы избирались на год и были подотчетны собранию. Все граждане делились на избирательные округа (contrada). Они с помощью жребия избирали членов Большого Совета (до нескольких сотен человек). Обычно срок полномочий членов Совета ограничивался также одним годом. Совет называли «креденца» (credentia), потому что его члены (sapientes или prudentes — мудрые) первоначально давали присягу доверять консулам. Во многих городах консулы не могли принимать важных решений без согласия Совета.
После попытки подчинения своей власти Милана (1158 г.) и некоторых других городов Ломбардии, император Фридрих Барбаросса ввел в городах новую должность подеста-градоначальника. Будучи представителем императорской власти (независимо от того, назначался он или утверждался монархом), подеста получил власть, ранее принадлежавшую консулам. Обычно он был из другого города, чтобы местные интересы не оказывали на него влияние. В марте 1167 года возник союз ломбардских городов против императора, известный под названием Ломбардской лиги. В результате политический контроль императора над итальянскими городами был фактически ликвидирован и подеста стали теперь избираться горожанами.
Обычно для избрания подеста создавалась специальная электоральная коллегия, сформированная из членов Большого Совета. Она должна была предложить кандидатуры трёх человек, которые достойны управлять Советом и городом. Окончательное решение по этому вопросу принималось членами Совета, которые выбирали подеста сроком на один год. После завершения срока полномочий подеста он не мог в течение трёх лет претендовать на место в Совете.
В городах в обязательном порядке создавалась внутренняя сторожевая охрана, в состав которой входили башенные и ночные сторожа.

## Города Древней Руси

### Образование городов
Следствием успехов восточной торговли славян, завязавшейся в XII веке, было возникновение древнейших торговых городов на Руси. «Повесть временных лет» не упоминает, когда возникли эти города: Киев, Любеч, Чернигов, Новгород, Ростов. В то время, с которой она начинает свой рассказ о Руси, большинство этих городов, если не все они, по-видимому, были уже значительными поселениями. Большинство из них вытянулось длинной цепью по главному речному пути «из Варяг в Греки» (Волхов-Днепр). Только некоторые города - Переяславль на Трубеже, Чернигов на Десне, Ростов в области верхней Волги, выдвинулись к востоку с этого «операционного базиса русской торговли» к Азовскому и Каспийскому морям.

## Византийские города
Значительная часть городов Византии, которых к VI веку насчитывалось более 900, была основана в период греческой и римской античности. Крупнейшими из них были Константинополь, Александрия и Антиохия с населением в несколько сотен тысяч человек. В крупных провинциальных центрах проживало до 50 000 человек. Хотя распространение христианства негативно сказалось на городских институтах, в целом позднеантичные города продолжали непрерывно развиваться. Византия оставалась империей городов, хотя городское пространство сильно изменилось. Если римский город был местом отправления языческих культов и проведения спортивных мероприятий, театральных представлений и гонок колесниц, резиденцией чиновников и судей, то византийский был прежде всего религиозным центром, где находилась резиденция епископа.
Города различались по степени своего экономического развития. Некоторые являлись центрами определённых производств, как, например, Тарс и Скифополис, знаменитые своими льняными тканями, или были значительными портами, как Карфаген или Эфес. Столичные ремесленники и торговцы были организованы в гильдии, подчинявшиеся эпарху города.

## Восточные феодальные города

### Особенности
Восточные города являлись не только торгово-ремесленными центрами, также они были императорскими и административными резиденциями, могли выполнять роль военной ставки.